# 普卡薩維利維利

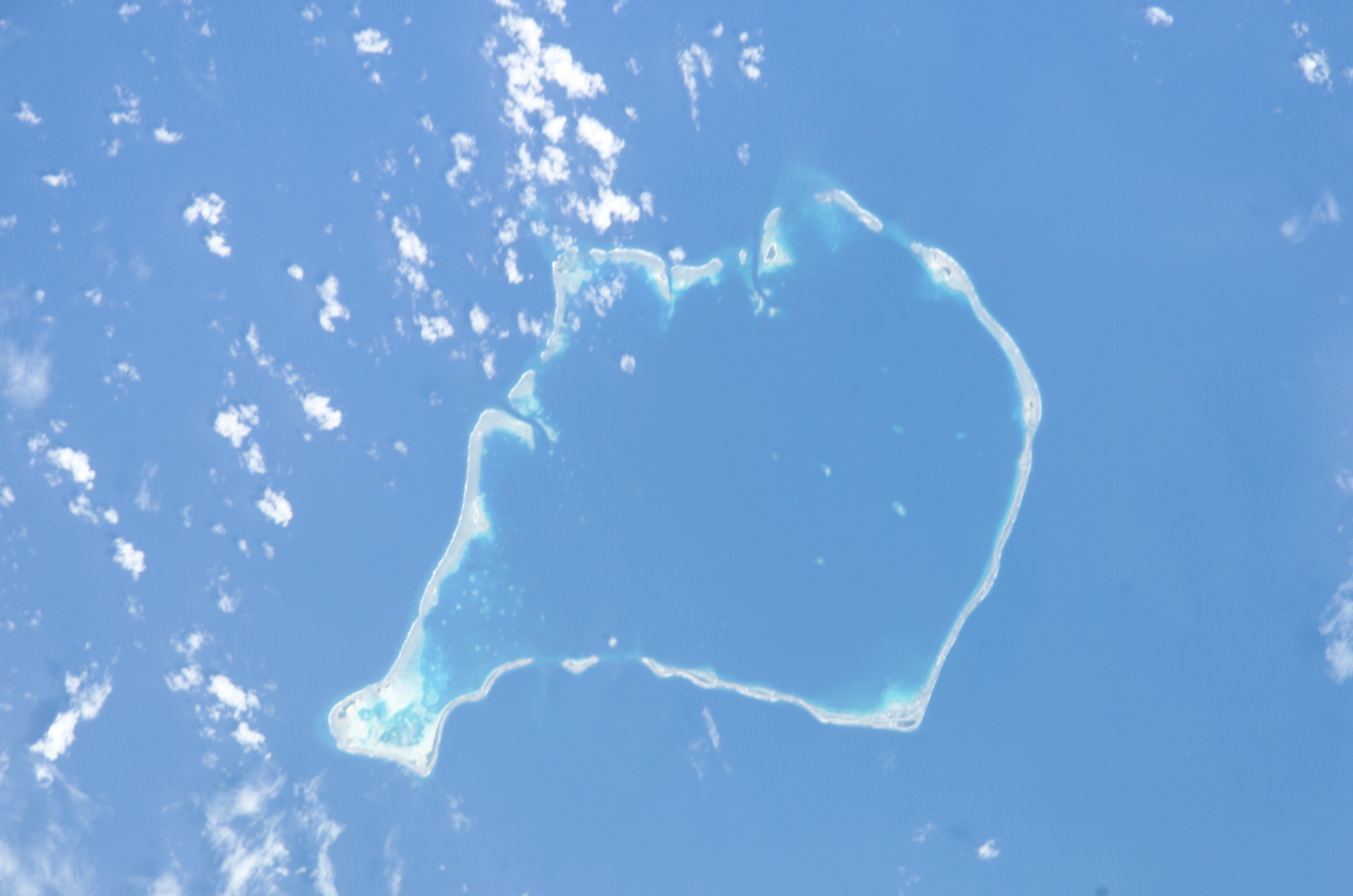
富納富提全圖

普卡萨维利维利（英語：Pukasavilivili Isle）是一個位於吐瓦魯首都富納富提的一座珊瑚礁島嶼。普卡萨维利维利是富纳富提保护区的一部分，该保护区成立于1996年，人們為保护该地区的自然动植物而成立該保護區。